# Río Isluga
El Río Isluga, Sitani o Arabilla, es un curso natural de agua que nace en la laguna Parinacota, cambia su nombre sucesivamente y cruza la frontera hacia Bolivia donde se sume en el salar de Coipasa.

## Trayecto
Nace al pie del cerro Alpajeres (Región de Tarapacá, Chile), en la Parinacota cuye desagüe es afluente del río Chaguane, llamado también Corahuane por los locales, fluyendo en dirección sudoeste por aproximadamente 12 kilómetros (7,5 mi) hasta confluir con el río Huinchuta para formar el Isluga. Corre cercano a las localidades de Arabilla (de ahí que es también llamado Río Arabilla), Enquelga, Isluga y Colchane, formando bofedales o vegas en dirección Sureste, para luego cruzar a territorio boliviano donde desemboca en la laguna Mucalliri, cercana al salar de Coipasa.
Tras su confluencia con el río Sitani, toma su nombre.

## Caudal y régimen
Tiene un régimen pluvial, con caudales muy uniformes todo el año, sin variaciones importantes, solo leves aumentos en los meses de verano, que son el resultado de las lluvias estivales altiplánicas. El período de menores caudales está dado por el trimestre de abril, mayo.

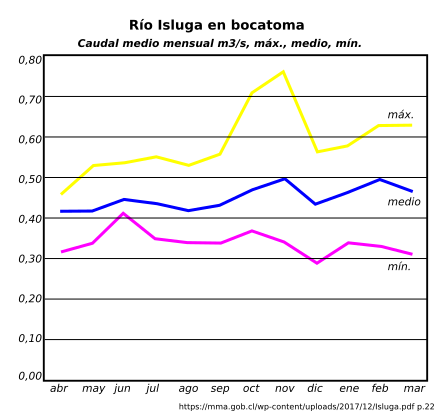
Caudales medios mensuales en m³/s del río Isluga en bocatoma: máximo, medio y mínimo.

Las estaciones pluviométricas del río eran a la fecha de publicación del informe DGA en el 2004 relativamente nuevas, por lo que no se determinaron las curvas de variación estacional. Solo se han publicado los caudales medios, mínimos y máximos del río Isluga.

## Historia
Luis Risopatrón lo describe en su Diccionario jeográfico de Chile publicado en 1924:
Isluga (Río), Tiene aguas de buena calidad, corre hacia el E, con unos 40 cm de ancho i hasta un metro de profundidad, en su parte superior, sobre un lecho desigual i se junta con el río de Arabilla, después del cual su lecho se ensancha i su fondo se hace cenegoso, de suerte que no se le puede atravesar en cualquier parte; recibe sucesivamente los nombres de Sitani y Pisiga, corre entre vegas jeneralmente taladas por un gran número de llamas, presenta vado hacia el S del rancho de Sitani i se pierde en la ciénega de Pisiga, antes de alcanzar el salar de Coipasa.
Sobre el río Arabilla escribe el mismo autor:
Arabilla (Rio). 19° 14' 68° 53'. Es formado por los arroyos de Huinchuta i Pasijiro, corre hacia el E i se junta con el de Alsore, en las cercanías de la aldea de Isluga, para constituir el rio de este nombre. 116, p. 208 i 272.
Sobre el Sitani:
Sitani (Rio de) 19° 19' 68° 34' Recibe el de Isluga, corre hacia el E i se infiltra en la pampa, antes de llegar al salar de Coipasa: un sendero va por los terrenos planos de su márjen N. 63, p. 80; 77, p. 93; 87, p. 886; 116, p. 209; 134; i 156; i de Sitana en 94, p. 145.

## Población, economía y ecología
No se conocen usos de pesca, acuicultura, generación de energía eléctrica o bocatomas para agua potable en la cuenca. Si existe uso del agua para riego.
En la cuenca se encuentra el parque nacional Volcán Isluga.